# استوک آن ترن
استوک آن ترن (به انگلیسی: Stoke on Tern) یک روستا و محله مدنی در بریتانیا است که در Shropshire واقع شده‌است. استوک آن ترن ۲٬۰۳۴ نفر جمعیت دارد.